# La cugina
La cugina is een Italiaanse film van Aldo Lado die werd uitgebracht in 1974.
Het scenario is gebaseerd op de gelijknamige roman (1965) van Ercole Patti.

## Verhaal
Palermo, de jaren vijftig van de twintigste eeuw.
Enzo en Agata zijn neef en nicht. Zoals alle adolescenten zijn ze erg geïnteresseerd in seks. Vooral Enzo is belust om in de leer te gaan bij dienstmeiden, hoeren en zelfs gehuwde vrouwen.
Maar het is de bekoorlijke Agata die hem met erotische spelletjes het meest het hoofd op hol brengt, en dat sinds hun kindertijd.
Agata is echter ambitieus en wil haar maagdelijkheid behouden met het oog op een lucratief huwelijk. Ze heeft haar zinnen gezet op Nini, een vermogende edelman die een uitgestrekt landgoed bezit. Na hun huwelijk ontdekt ze na enige tijd dat ze wel meesteres is van een palazzo maar dat haar o zo dierbare maagdelijkheid verspild is aan Nini vermits die seks binnen het huwelijk maar niets vindt. 
Enzo verschijnt weer in Agata's leven en ze worden minnaars.

## Rolverdeling
| Acteur                   | Personage                    |
| ------------------------ | ---------------------------- |
| Massimo Ranieri          | Enzo                         |
| Dayle Haddon             | Agata                        |
| Christian De Sica        | Walter Audisio               |
| Laura Betti              | Rosalia Scuderi              |
| Cristina Airoldi         | de dienstmeid                |
| Luigi Casellato          | Peppino                      |
| Stefania Casini          | Lisa Scuderi                 |
| Loredana Martinez        | Giovannella                  |
| Francesca Romana Coluzzi | de vrouw van de gedeputeerde |